# Campionat del Món de motocròs 1989
La temporada de 1989 del Campionat del Món de motocròs fou la 33a edició d'aquest campionat, organitzat per la FIM. El calendari oficial constava de 12 Grans Premis, celebrats entre el 2 d'abril i el 27 d'agost.

## Sistema de puntuació
Barem de puntuació del 1984 al 2000:
| Posició | 1  | 2  | 3  | 4  | 5  | 6  | 7 | 8 | 9 | 10 | 11 | 12 | 13 | 14 | 15 |
| Punts   | 20 | 17 | 15 | 13 | 11 | 10 | 9 | 8 | 7 | 6  | 5  | 4  | 3  | 2  | 1  |

## 500 cc

### Grans Premis
| Ronda | Data         | Gran Premi                    | Lloc                | Guanyador        |
| ----- | ------------ | ----------------------------- | ------------------- | ---------------- |
| 1     | 2 d'abril    | Gran Premi dels Països Baixos | Valkenswaard        | Dirk Geukens     |
| 2     | 16 d'abril   | Gran Premi de França          | Saint-Jean-d'Angély | Dave Thorpe      |
| 3     | 23 d'abril   | Gran Premi d'Àustria          | Schwanenstadt       | Dave Thorpe      |
| 4     | 7 de maig    | Gran Premi d'Itàlia           | Fermo               | Eric Geboers     |
| 5     | 28 de maig   | Gran Premi de Finlàndia       | Ruskeasanta         | Jeff Leisk       |
| 6     | 4 de juny    | Gran Premi de Suècia          | Huskvarna           | Kees van der Ven |
| 7     | 18 de juny   | Gran Premi dels Estats Units  | Hollister           | Ron Lechien      |
| 8     | 2 de juliol  | Gran Premi de San Marino      | Borgo Maggiore      | Jeff Leisk       |
| 9     | 30 de juliol | Gran Premi de Gran Bretanya   | Farleigh Castle     | Dave Thorpe      |
| 10    | 6 d'agost    | Gran Premi de Bèlgica         | Namur               | Dave Thorpe      |
| 11    | 13 d'agost   | Gran Premi de Luxemburg       | Ettelbruck          | Dave Thorpe      |
| 12    | 27 d'agost   | Gran Premi de Suïssa          | Wohlen              | Dave Thorpe      |

### Classificació final
| Posició | Pilot            | Motocicleta | Punts |
| ------- | ---------------- | ----------- | ----- |
| 1       | Dave Thorpe      | Honda       | 358   |
| 2       | Jeff Leisk       | Honda       | 293   |
| 3       | Eric Geboers     | Honda       | 279   |
| 4       | Kurt Nicoll      | Kawasaki    | 277   |
| 5       | Jacky Martens    | KTM         | 215   |
| 6       | Georges Jobé     | Honda       | 180   |
| 7       | Billy Liles      | Kawasaki    | 165   |
| 8       | Kees Van der Ven | KTM         | 164   |
| 9       | Dirk Geukens     | Honda       | 138   |
| 10      | Mervyn Anstie    | Honda       | 125   |

## 250 cc

### Grans Premis
| Ronda | Data         | Gran Premi                    | Lloc        | Guanyador         |
| ----- | ------------ | ----------------------------- | ----------- | ----------------- |
| 1     | 16 d'abril   | Gran Premi de Suïssa          | Payerne     | Alessandro Puzar  |
| 2     | 7 de maig    | Gran Premi d'Àustria          | Sittendorf  | Alessandro Puzar  |
| 3     | 28 de maig   | Gran Premi de Txecoslovàquia  | Sverepec    | Jean-Michel Bayle |
| 4     | 4 de juny    | Gran Premi dels Països Baixos | Heerlen     | Jean-Michel Bayle |
| 5     | 18 de juny   | Gran Premi de França          | Metz        | Roland Diepold    |
| 6     | 2 de juliol  | Gran Premi de Veneçuela       | Maracay     | Jean-Michel Bayle |
| 7     | 9 de juliol  | Gran Premi dels Estats Units  | Unadilla    | Rick Johnson      |
| 8     | 23 de juliol | Gran Premi d'Alemanya         | Reisersberg | Jean-Michel Bayle |
| 9     | 6 d'agost    | Gran Premi de Suècia          | Ulricehamn  | Jean-Michel Bayle |
| 10    | 13 d'agost   | Gran Premi de Finlàndia       | Hyvinkää    | Pekka Vehkonen    |
| 11    | 27 d'agost   | Gran Premi de Bèlgica         | Angreau     | Jean-Michel Bayle |

### Classificació final
| Posició | Pilot              | Motocicleta | Punts |
| ------- | ------------------ | ----------- | ----- |
| 1       | Jean-Michel Bayle  | Honda       | 327   |
| 2       | Pekka Vehkonen     | Yamaha      | 267   |
| 3       | John Van Den Berk  | Yamaha      | 199   |
| 4       | Gert-Jan Van Doorn | Cagiva      | 167   |
| 5       | Michele Fanton     | Suzuki      | 165   |
| 6       | Peter Johansson    | Yamaha      | 159   |
| 7       | Rodney Smith       | Suzuki      | 151   |
| 8       | Broc Glover        | KTM         | 147   |
| 9       | Marnicq Bervoets   | Kawasaki    | 129   |
| 10      | Roland Diepold     | Kawasaki    | 102   |

## 125 cc

### Grans Premis
| Ronda | Data        | Gran Premi                    | Lloc                 | Guanyador        |
| ----- | ----------- | ----------------------------- | -------------------- | ---------------- |
| 1     | 2 d'abril   | Gran Premi d'Itàlia           | Faenza               | Trampas Parker   |
| 2     | 16 d'abril  | Gran Premi d'Espanya          | Morón de la Frontera | Dave Strijbos    |
| 3     | 23 d'abril  | Gran Premi de Portugal        | Cortelha             | Alessandro Puzar |
| 4     | 7 de maig   | Gran Premi dels Països Baixos | Oss                  | Mike Healey      |
| 5     | 28 de maig  | Gran Premi de Bèlgica         | Borgloon             | Trampas Parker   |
| 6     | 4 de juny   | Gran Premi d'Alemanya         | Gerstetten           | Trampas Parker   |
| 7     | 18 de juny  | Gran Premi de Txecoslovàquia  | Dalečín              | Trampas Parker   |
| 8     | 2 de juliol | Gran Premi de Gran Bretanya   | Hawkstone Park       | Trampas Parker   |
| 9     | 8 de juliol | Gran Premi d'Irlanda          | Killinchy            | Alessandro Puzar |
| 10    | 6 d'agost   | Gran Premi del Brasil         | Campos do Jordão     | Alessandro Puzar |
| 11    | 13 d'agost  | Gran Premi de l'Argentina     | Cosquín              | Trampas Parker   |
| 12    | 27 d'agost  | Gran Premi de França          | Ahun                 | Alessandro Puzar |

### Classificació final
| Posició | Pilot             | Motocicleta | Punts |
| ------- | ----------------- | ----------- | ----- |
| 1       | Trampas Parker    | KTM         | 393   |
| 2       | Alessandro Puzar  | Suzuki      | 377   |
| 3       | Mike Healey       | KTM         | 264   |
| 4       | Bob Moore         | KTM         | 240   |
| 5       | Andrea Bartolini  | Honda       | 147   |
| 6       | Edwin Evertsen    | Suzuki      | 139   |
| 7       | Dave Strijbos     | Suzuki      | 138   |
| 8       | Yves Demaria      | Yamaha      | 129   |
| 9       | Marcel Van Drunen | Honda       | 129   |
| 10      | Massimo Contini   | Cagiva      | 124   |

## Resum: Podi final 1989
|           | 500 cc       | 500 cc | 250 cc            | 250 cc | 125 cc           | 125 cc |
| Campió    | David Thorpe | Honda  | Jean-Michel Bayle | Honda  | Trampas Parker   | KTM    |
| Subcampió | Jeff Leisk   | Honda  | Pekka Vehkonen    | Yamaha | Alessandro Puzar | Suzuki |
| Tercer    | Eric Geboers | Honda  | John Van Den Berk | Yamaha | Mike Healy       | KTM    |